# Pangean
Pangean is een bestuurslaag in het regentschap Lamongan van de provincie Oost-Java, Indonesië. Pangean telt 2445 inwoners (volkstelling 2010).